# Brooklyn Decker
Brooklyn Danielle Decker (Kettering, 12 aprile 1987) è una modella e attrice statunitense.
Nel 2010 è stata in copertina nell'edizione speciale annuale Sports Illustrated Swimsuit Issue.
Dopo diverse apparizioni come guest star in alcune serie televisive americane, nel 2010 ha fatto il suo debutto anche nel mondo del cinema, recitando come co-protagonista nel film Mia moglie per finta (2011) accanto ad Adam Sandler e Jennifer Aniston.

## Biografia
Brooklyn Decker è nata a Kettering, città della contea di Montgomery, nello stato statunitense dell'Ohio, da genitori entrambi medici. Da bambina si è trasferita con la famiglia prima a Middletown, sempre in Ohio, e poi a Charlotte, nella Carolina del Nord, dove è stata scoperta in un centro commerciale da un'agenzia di moda. Lì ha iniziato quindi la sua carriera da modella, ottenendo presto i primi importanti riconoscimenti, tra cui il titolo di Modella dell'Anno dalla Connections Model & Talent Convention nel 2003. Dal 2005 vive a New York.
Il 17 aprile 2009 si è sposata con l'ex tennista Andy Roddick, che l'aveva notata nel 2007 in un servizio fotografico per Sports Illustrated, dopo aver annunciato ufficialmente il suo fidanzamento nel marzo del 2008. La coppia ha due figli, un maschio, Hank nato il 14 ottobre 2015 ad Austin in Texas e una femmina, Stevie nata nel dicembre 2017.

## Carriera
Brooklyn Decker ha iniziato la sua carriera da modella come testimonial della casa di moda Mauri Simone. Tra le prime riviste per cui ha posato vi sono Teen Vogue, Seventeen, Elle Girl, Vogue, FHM, Glamour, Cosmopolitan e Spin. Nel 2005, dopo due mesi dal suo trasferimento a New York, ha compiuto un'audizione per la rivista sportiva Sports Illustrated, ottenendo di posare per il numero annuale di Sports Illustrated Swimsuit Issue a partire dall'edizione del 2006, magazine in cui è stata in copertina nell'edizione del 2010.
Tra i marchi d'abbigliamento per i quali ha sfilato sono compresi Gap, Hollister, Intimissimi e Victoria's Secret.
È apparsa in un video musicale della band 3 Doors Down e in diversi programmi televisivi. Nel 2010 è stata anche ospite al David Letterman Show. Nel 2007 è stata co-protagonista con Leslie Nielsen in quello che doveva essere l'episodio pilota di una nuova serie della NBC, Lipshitz Saves the World, la cui produzione non è poi stata approvata. In seguito è stata guest star in alcune serie televisive, tra cui Ugly Betty, Chuck, Grace and Frankie e Royal Pains. Ha debuttato nel mondo del cinema recitando nel film del 2011 Mia moglie per finta (Just Go with It) accanto ad Adam Sandler e Jennifer Aniston. Nel 2012 è stata co-protagonista nei film Battleship e Che cosa aspettarsi quando si aspetta.
Nel 2010 la rivista Esquire l'ha nominata la donna più sexy vivente.

## Riconoscimenti
- Nomination ai Razzie Awards 2011: Peggior coppia (condiviso con Adam Sandler e, a scelta, tra Jennifer Aniston o lei) per Mia moglie per finta
- Teen Choice Awards 2011: Miglior rivelazione femminile per Mia moglie per finta

## Filmografia

### Cinema
- Mia moglie per finta (Just Go with It), regia di Dennis Dugan (2011)
- Battleship, regia di Peter Berg (2012)
- Che cosa aspettarsi quando si aspetta (What to Expect When You're Expecting), regia di Kirk Jones (2012)
- Stretch - Guida o muori (Stretch), regia di Joe Carnahan (2014)
- Results, regia di Andrew Bujalski (2015)
- Lovesong, regia di So Yong Kim (2016)
- Casual Encounters, regia di Zackary Adler (2016)
- Band Aid, regia di Zoe Lister-Jones (2017)
- Support the Girls, regia di Andrew Bujalski (2018)

### Televisione
- Chuck – serie TV, episodio 2x15 (2009)
- Royal Pains – serie TV, episodio 1x09 (2009)
- Ugly Betty – serie TV, episodio 4x04 (2009)
- New Girl – serie TV, episodio 2x15 (2013)
- I miei peggiori amici (Friends with Better Lives) – serie TV, 8 episodi (2014)
- Grace and Frankie – serie TV, 39 episodi (2015-2022)

## Doppiatrici italiane
Nelle versioni in italiano dei suoi lavori, Brooklyn Decker è stata doppiata da:
- Francesca Manicone in Mia moglie per finta, Grace and Frankie
- Myriam Catania in Battleship, Che cosa aspettarsi quando si aspetta
- Antonella Baldini in New Girl
- Benedetta Degli Innocenti ne I miei peggiori amici